# Theo-Henk Streng
Theo-Henk Streng (Hagestein, 18 mei 1986) is een Nederlands schrijver.

## Levensloop
Theo-Henk Streng studeerde drie jaar Sociaal Pedagogisch Werk (SPW) en ging daarna naar de pabo waar hij in 2008 afstudeerde als leerkracht voor het basisonderwijs.
In 2004 deed hij voor het eerst mee aan de landelijke schrijfwedstrijd Write Now! en daar kreeg een eervolle vermelding voor zijn verhaal "De verwerking van de vermissing". Een jaar later nam hij opnieuw deel met het verhaal "Vogeltjes sarren" en daarmee won hij de voorronde in Utrecht. Met het verhaal "Halte 14 en de duiven" won Streng uiteindelijk de finale.
In 2007 debuteerde hij in de Life Jeugdboekenreeks van Uitgeverij Holland met de jeugdroman - een misdaadthriller – getiteld "De nalatenschap". In het voorjaar van 2008 verscheen in de reeks Vlaamse Filmpjes van Uitgeverij Averbode de titel "Een vrouw op de achterbank".
In het najaar 2008 verscheen opnieuw een thriller in de Life Jeugdboekenreeks, getiteld "Uitgebroken".
Vervolgens schreef Streng meerdere kinderboeken voor diverse uitgeverijen, waaronder meerdere Vlaamse Filmpjes. Bij uitgeverij Delubas bracht hij twee boeken uit in de reeks "Heftig!", te weten "Toen kwamen de rebellen" over kindsoldaten in Congo en "Verraad in Rio" over kinderen die opgroeien tussen de doodseskaders in de sloppenwijken Rio de Janeiro.
Theo-Henk Streng was ook betrokken bij de boekenserie over Timo en Toeki, avonturen die werden uitgegeven via de Van der Valk-hotels.
Naast zijn werkzaamheden als schrijver is Streng vooral actief als internetondernemer. 

### Boeken
- 2007 – De nalatenschap (Life jeugdboeken, uitgeverij Holland)
- 2008 – Een vrouw op de achterbank (Vlaamse Filmpjes, uitgeverij Averbode)
- 2008 – Uitgebroken (Life jeugdboeken, uitgeverij Holland)
- 2009 – Een hard gelach (Vlaamse Filmpjes, uitgeverij Averbode)
- 2011 – Moord op bestelling (Vlaamse Filmpjes, uitgeverij Averbode)
- 2012 – Een pakje op de bouwplaats (Vlaamse Filmpjes, uitgeverij Averbode)
- 2012 – Oorlog in de favela (uitgeverij Pica)
- 2012 – Een gestreept probleem (Vlaamse Filmpjes, uitgeverij Averbode)
- 2013 – De icoonroof (Vlaamse Filmpjes, uitgeverij Averbode)
- 2014 – Fraude (Vlaamse Filmpjes, uitgeverij Averbode)
- 2014 – Rovers overvallen (uitgeverij Delubas)
- 2015 – Toen kwamen kwamen de rebellen (uitgeverij Delubas)
- 2015 – Verraad in Rio (uitgeverij Delubas)
- 2017 – Geknipt voor de klus (Vlaamse Filmpjes, uitgeverij Averbode)
- 2020 – Zwijgen is beter (uitgeverij Barbanera)
- 2022 – De lange man (Vlaamse Filmpjes, uitgeverij Averbode)
- 2022 – Dochter van de onderwereld (H!P Publishing)
- 2023 – Doodeng (Godijn Publishing)
- 2023 – Stil zijn als de slangen bijten (Godijn Publishing)
- 2024 – Verbonden door bloed (H!P Publishing)

### Korte verhalen
- 2008 – Meester Broest en de beer (kort verhaal in de titel "Keet in de klas", uitgeverij Holland)
- 2008 – De zucht van Sinterklaas (kort verhaal in de titel "Het grote boek van Sinterklaas", uitgeverij Holland)
- 2023 – De achterbanktapes (in de bundel "Verraad", uitgeverij Letterrijn)

### Educatief
- 2009 – Cursus Ontwikkelingspsychologie (Theo-Henk Streng e.a., uitgeverij Edu'Actief)
- 2009 – Cursus Taalontwikkeling en taalstimulering (Theo-Henk Streng, uitgeverij Edu'Actief)
- 2010 – Cursus Interventies in de groep (Theo-Henk Streng e.a., uitgeverij Edu'Actief)
- 2010 – Cursus Spel- en spelontwikkeling (Theo-Henk Streng, uitgeverij Edu'Actief)
- 2010 – Training Spelen met kinderen (Theo-Henk Streng, uitgeverij Edu'Actief)
- 2011 – Cursus De veilige groep (Theo-Henk Streng, uitgeverij Edu'Actief)
- 2011 – Training Oriëntatie op jezelf en de wereld, ruimte (Theo-Henk Streng, Edu'Actief)